# 성수채

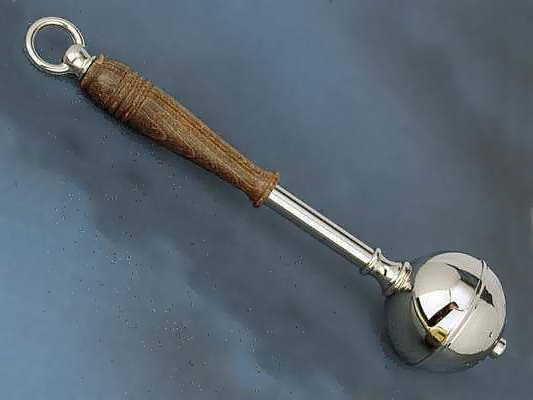
성수채

성수채(라틴어: aspersorium, aspergillum)는 기독교 전례에서 성수(聖水)를 살포할 때 사용하는 기구이다. 가장 보편적인 형태로는 물에 담갔다가 뿌리는 솔 형태와 짧은 손잡이 끝부분에 여러 개의 작은 구멍이 나 있는 공 모양의 덩이가 달린 형태 등 두 가지가 있다. 그리고 내부에 성수를 저장하는 공간이 있어서 흔들기만 하면 성수가 나오는 종류가 있는 반면에, 계속해서 성수가 담긴 양동이 같이 생긴 성수통 안에 담가 성수를 채워야 하는 종류도 있다.
성수채는 로마 가톨릭교회, 성공회, 동방 정교회의 전례예식에서 세례 예식과 부활 시기에 사용한다. 더불어 사제는 성촉절 예식 때 양초를 축복하거나 주님 수난 성지 주일 미사 중에 예수의 예루살렘 입성을 기념하는 예식 때에도 성수채를 사용해 축복할 수 있다. 장례미사의 경우, 사제는 성수채를 성수에 담갔다가 관 위에 뿌린다.

## 유래
성수채의 유래는 구약성경 레위기 14장 3절~7절이다.
사제는 진영 밖으로 나간다. 사제가 살펴보아 악성 피부병 환자가 그 병에서 나았으면, 사제는 정결하게 되려는 그 사람을 위하여, 살아 있는 정결한 새 두 마리와 향백나무와 다홍실과 우슬초를 가져오도록 지시한다. 사제는 또 옹기그릇에 담긴 생수 위에서 새 한 마리를 잡도록 지시한다. 그러고 나서 그는 살아 있는 다른 새와 향백나무와 다홍실과 우슬초를 가져다가, 이 물건들과 살아 있는 새를, 생수 위에서 잡은 새의 피에 찍어, 악성 피부병에 걸렸다가 정결하게 되려는 이에게 일곱 번 뿌린다. 그런 다음 그를 정결한 이로 선언하고, 살아 있는 새를 들로 날려 보낸다.

## 같이 보기
- 성수
- 성수 그릇